# Маски (перевал)
Маски - горный перевал (проход) в восточной части Главной гряды Крымских гор высотой 625 метров.

## Описание
Занимает понижение в седловине между горой Каласыс-Оба (Халасыс-Оба) 749 метров на юго-западе и вершиной Улан-Кая 813 метров на северо-востоке. К югу от перевала зона крымского шиблякового Субсредиземноморья. Дороги серпантинами ведут по долине реки Ай-Серез в село Междуречье и далее - в село Морское Судакского городского Совета. На север от перевала долина реки Мокрый Индол и исток одного из её притоков - родник Маскин-Чешмеси. Несколько восточнее проходит дорога, которая ведет в село Земляничное Белогорского района.
Район туризма. Через перевалы Верхний Шелен и Нижний Шелен проходят тропы туристического маршрута №194, 195.